# كريستين مينتر
كريستين مينتر (بالإنجليزية: Kristin Minter)‏ هي ممثلة أمريكية، ولدت في 22 نوفمبر 1965 بميامي في الولايات المتحدة. بدأت مشوارها المهني سنة 1980.

## أعمال

### أفلام
- (1990) وحيد في المنزل[2][3][4]
- (2006) أصدقاء مع المال[5]

## وصلات خارجية
- كريستين مينتر على موقع IMDb (الإنجليزية)
- كريستين مينتر على موقع ألو سيني (الفرنسية)
- كريستين مينتر على موقع قاعدة بيانات الأفلام السويدية (السويدية)
- كريستين مينتر على موقع قاعدة بيانات الفيلم (الإنجليزية)
- كريستين مينتر على موقع كينوبويسك (الروسية)